# Trolldrycken
Trolldrycken är en svensk animerad komedifilm från 1915 i regi av Victor Bergdahl. Filmen premiärvisades i november 1915. Trolldrycken är den första svenska animerade filmen någonsin. Vid hundraårsjubileet av animerad svensk film 2015 uppmärksammade Cinemateket och Filmarkivet detta genom specialvisningar och att lägga upp fler av dessa animerade filmer på sin webbplats.[källa behövs]

## Handling
Kortfilmen visar en fyllerists förvandlingsnummer under påverkan av den sprit han inmundigar. Spriten är alltså huvudperson, i form av "trolldrycken".